# Распятие (Дионисий)
«Распятие» (также «Распятие с предстоящими») — икона, созданная иконописцем Дионисием около 1500 года для праздничного ряда иконостаса Троицкого собора Павло-Обнорского монастыря; в настоящее время находится в собрании Третьяковской галереи (инв. 29554). Является одной из немногих икон, уверенно атрибутируемых Дионисию. Каменный Троицкий собор монастыря был построен в 1505—1516 годах Василием III, то есть позже создания иконостаса. Вероятней всего, иконостас создавался ещё для старого, деревянного, собора, либо с расчётом на установку в только проектируемом каменном соборе. После закрытия монастыря в 1924 году Троицкий собор был разрушен, иконы переданы в различные музеи. «Распятие» поступило первоначально в Грязовецкий музей, а в 1924 году — в Вологодский. В 1929—1930 годах икона экспонировалась на выставке древнерусского искусства, проходившей в Берлине, Кёльне, Гамбурге, Франкфурте и Лондоне. В 1932 году поступила в Государственную Третьяковскую галерею.

## Происхождение
Икона была создана для праздничного чина иконостаса собора монастыря, основанного в 1414 году недалеко от Вологды преподобным Павлом Обнорским. Это одна из четырёх дошедших до нашего времени икон, относящихся к «северному периоду» творчества Дионисия. Остальные сохранившиеся иконы иконостаса — «Спас в Силах» (из деисусного ряда иконостаса, ныне хранится в Государственной Третьяковской галерее), «Уверение Фомы» (из праздничного ряда, Государственный Русский музей), «Успение Богоматери» (из местного чина, в настоящее время хранится в Вологодском государственном историко-архитектурном и художественном музее-заповеднике). «Распятие», как и весь иконостас, датируется 1500 годом на основании надписи на обороте «Спаса в Силах», которая выполнена буквами, вырезанными на доске:

В ле[то] ЗИ писан диисус и празники и пророци Денисьева письмени.— Надпись на обороте иконы «Спас в силах»

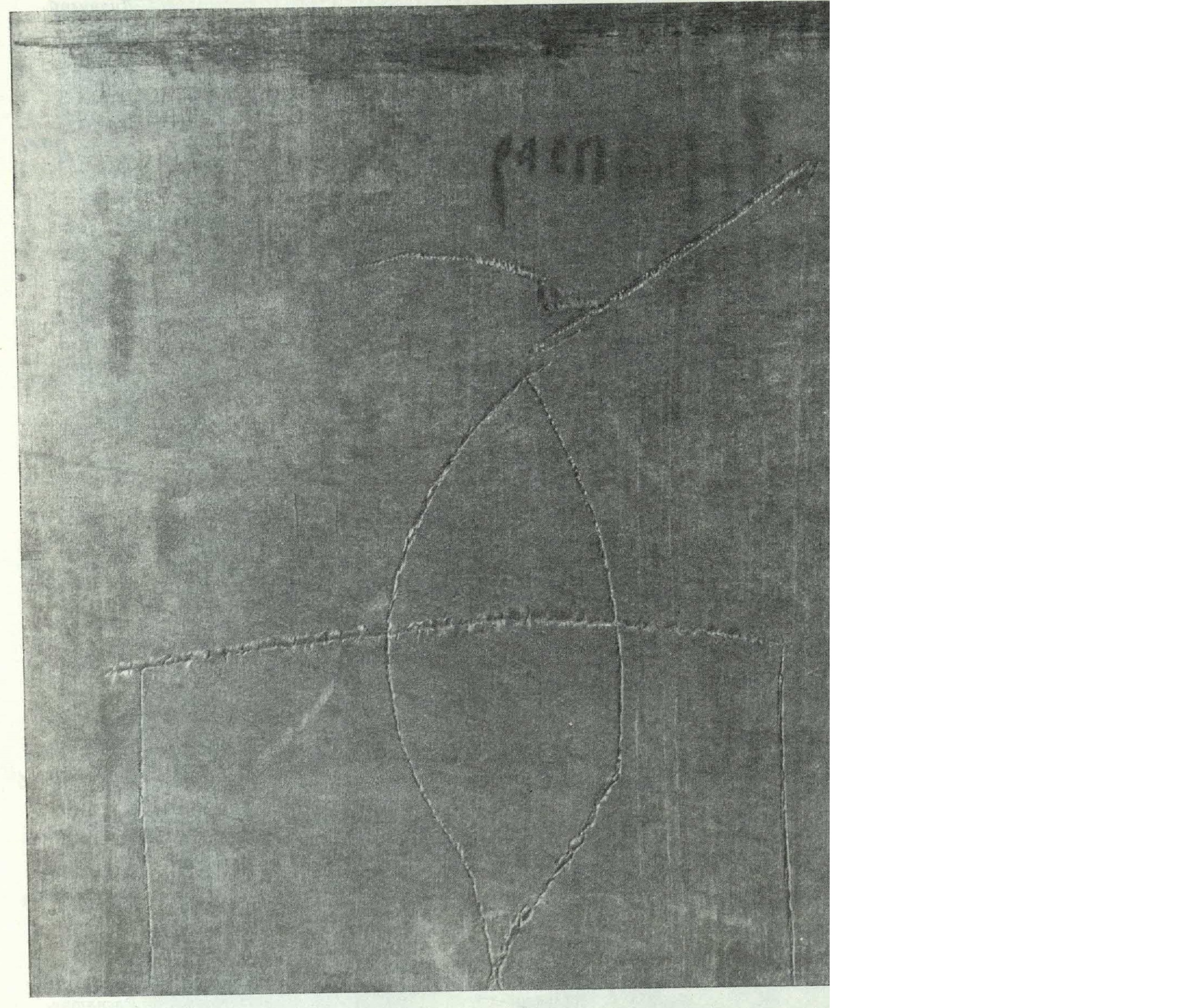
Надписи на обороте иконы «Распятие»

Судя по надписи, Дионисий в 1500 году создал для иконостаса собора деисусные, праздничные и пророческие иконы. Надпись была обнаружена в 1949 году при реставрации «Спаса в Силах». По палеографическим признакам Марфа Щепкина определила, что надпись на обороте «Спаса в Силах» выполнена в 1530-х годах. На обороте самого «Распятия» под верхней шпонкой чёрной краской (рефтью) полууставом была нанесена надпись «Распятие» (сейчас можно прочитать первые четыре буквы). Ниже процарапана буква θ, обозначающая цифру 9, которая показывает положение иконы в иконостасе.
Иконы праздничного ряда работ Дионисия стали заменяться другими в первой половине XVII века. В 1866 году, с устройством нового иконостаса, старые иконы, пришедшие в негодность, собирались использовать в качестве основы для новых икон или сжечь, сохранившиеся же планировалось установить в храме в разных местах или отдать в какой-либо другой сельский храм. После революции 1917 года монастырь был закрыт, в 1924 году Троицкий собор разрушен, иконы переданы в различные музеи. «Распятие» поступило первоначально в Грязовецкий музей, а в 1924 году — в Вологодский.

## Иконография

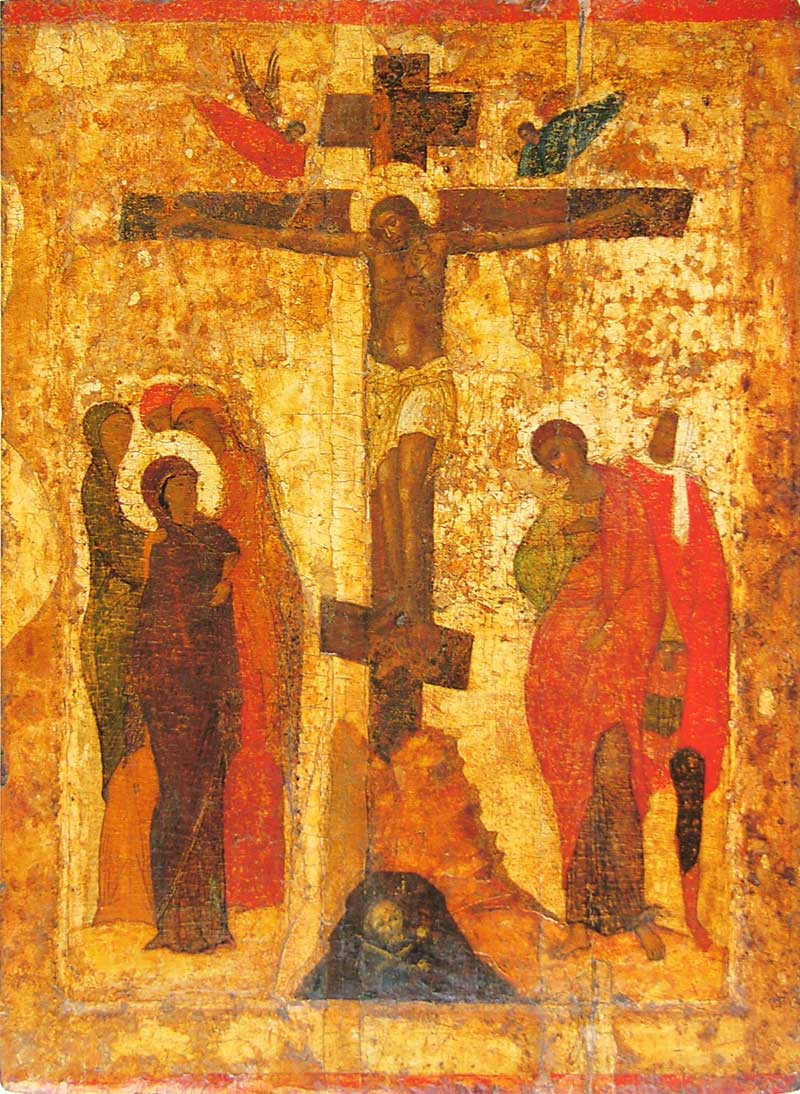
Распятие. 1422—1425. Свято-Троицкий собор Троице-Сергиевой лавры

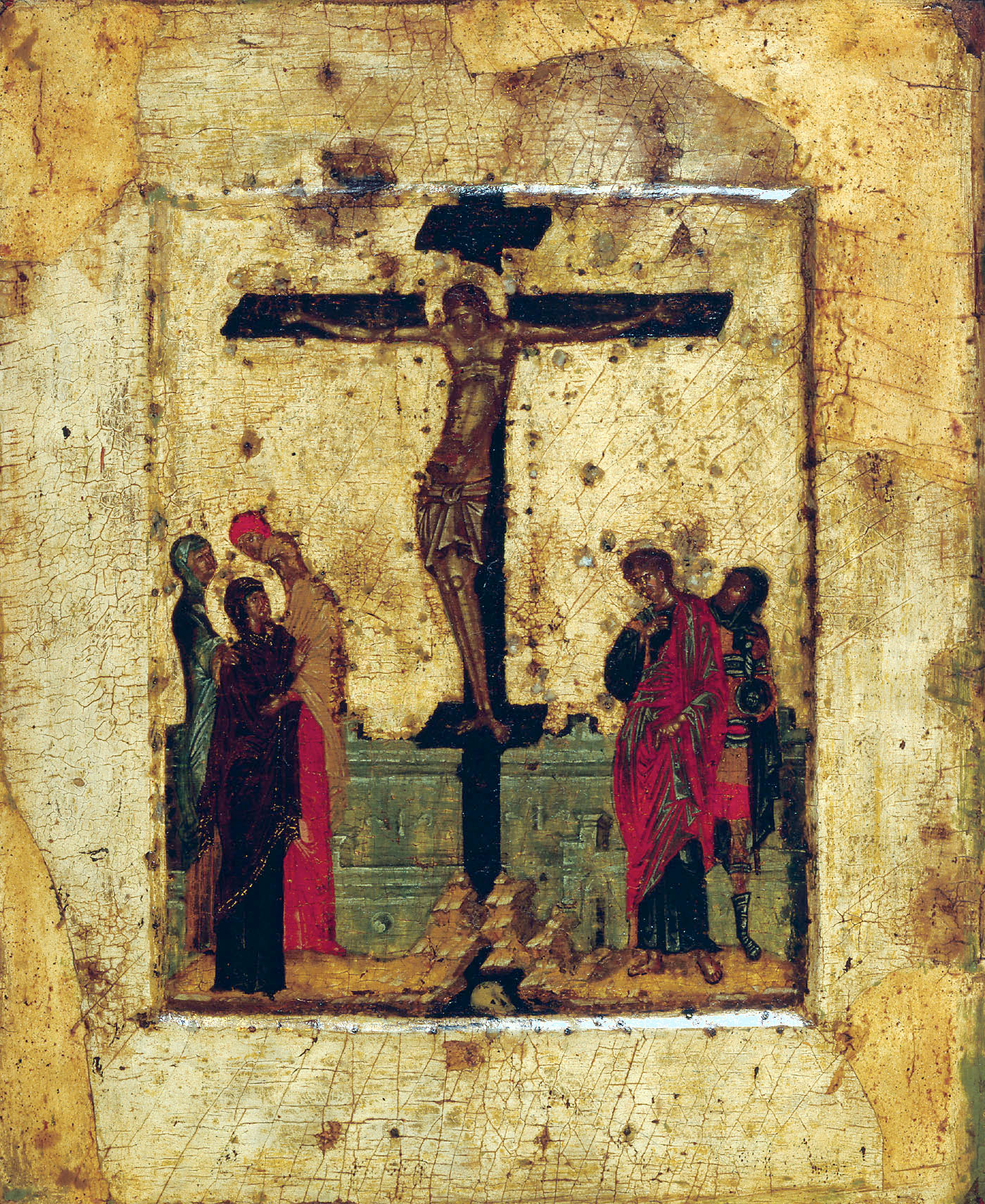
Распятие из старообрядческой молельной Мараевых. Византия. Последняя треть XIV в.

«Распятие» Дионисия из Павло-Обнорского монастыря является образцом позднего и малораспространённого иконографического типа, сложившегося в Византии в XIV веке. Его отличительная черта — группа у подножия распятия слева, состоящая из Богоматери и трёх женщин, одна из которых обнимает мать Христа. Подобная группа предстоящих изображена на «Распятии» (1422—1425) из Троицкого собора Троице-Сергиевой лавры, созданного иконописцами во главе с Андреем Рублёвым и Даниилом Чёрным. И так же, как на иконе из Троицкого собора, у Дионисия Иоанн не подпирает голову рукой, а приложил её к груди (что не так часто встречается в поздневизантийских иконах). Сходство между двумя иконами на этом не заканчивается, повторяются позы персонажей у подножия Распятия, абрисы ангелов, цветовое решение, рисунок Голгофы и даже такие детали, как расположение складок одежд. Понять, насколько были схожи центральные фигуры обоих «Распятий», в настоящее время не представляется возможным, так как в XVIII веке на троицкой иконе изображение Христа было переписано. Общие черты двух икон показывают, что либо Дионисий ориентировался на троицкую икону, либо (по мнению Левона Нерсесяна, это наиболее вероятный вариант) оба «Распятия» имеют общим образцом какую-то более раннюю икону.
Известна ещё одна — византийская — икона, датируемая последней третью XIV века, принадлежавшая Анне Мараевой (в настоящее время хранится в Государственной Третьяковской галерее), в которой до деталей повторяется описанный иконографический тип «Распятия». Совпадают и изображения Христа на иконе авторства Дионисия и иконе из молельной Мараевых. Фон этой последней был убран в XIX веке, во время реставрации, проводившейся в коммерческих целях, поэтому не известно, хотя и вполне вероятно, были ли на ней написаны ангелы, летящие к Распятию, и аллегорические фигуры, представляющие Новую и Старую церкви. Как отмечает Нерсесян, почти всё, кроме фигуры праведной жены, обнимающей Богоматерь, в этих образах характерно и для византийской, и для древнерусской традиции изображения Распятия, бытовавшей задолго до их создания. Не выпадает из неё и состав предстоящих, определившийся в XI веке.
Возможно, уже к X веку сложилась трёхфигурная версия Распятия с предстоящими Богоматерью и Иоанном, отражавшая сообщение Евангелия о том, что Христос завещал своему ученику заботиться о матери. Эта версия стала впоследствии весьма популярной. Наряду с ней существовали сложные сюжетные многофигурные композиции. Промежуточным вариантом между лаконичным и сложным, развёрнутым типами Распятий стали образы, где к главным предстоящим добавлялись второстепенные персонажи — святые жены (несколько либо одна) со стороны Богоматери и сотник Лонгин со стороны Иоанна. В XI—XII веках святые жены и Лонгин изображались за главными действующими лицами обособленно, без контакта с ними.
С течением времени (XII век) намечается взаимодействие между предстоящими — одна из святых жён изображается поддерживающей руку Богоматери. Позднее, в XIII—XIV веках, распространилась версия с падающей в обморок Богоматерью, которую поддерживают одна или две жены. Вопрос о времени и месте появления (Восток или Запад) этой «динамичной» трактовки сюжета является предметом дискуссии. Ещё более выразительные варианты левой группы предстоящих с Богоматерью, полулежащей на земле либо повисшей на руках святых жён, были популярны в живописи треченто. Через Италию иконография с лишившейся чувств Богоматерью проникла и в Византию, однако на Востоке эта сцена получила приглушённое звучание — мать Христа лишь отклоняется назад, а одна из женщин поддерживает её обеими руками. При этом напряжённость сцены подчёркнута жестикуляцией остальных персонажей, в том числе Иоанна, и, особенно, изображением мучений Христа.
Вариант, к которому обратился Дионисий и его прямые предшественники, на первый взгляд повторяет «динамичный», однако на самом деле в корне отличается от него. В данном случае убраны внешние проявления скорби: Иоанн не подпирает рукой голову, а сдержанно подносит руку к груди, причём не сминает гиматий, как на византийских образцах. Богородица стоит почти прямо, лишь слегка отклонив голову назад, поэтому объятье женщины, стоящей за ней, выглядит не поддержкой, а выражением духовной близости, эмоционального сопереживания, сопричастности. Сдержанность в проявлении чувств, смирение, свойственные православной аскезе, единение предстоящих в молитвенном созерцании — основная идея избранной художником иконографии.
Свои особенности имеет и фигура Христа. На самых ранних Распятиях Христос изображается на кресте строго фронтально, его руки вытянуты прямо по перекладинам и не выходят за их очертания. Небольшой изгиб фигуры в левую сторону с соединёнными и чуть согнутыми в коленях ногами и провисшими под перекладинами креста руками — так изображался Христос с середины X века и на протяжении следующего столетия. Позднее, в XI и XII веках, изображение распятого тела становится натуралистичным, с более явно выраженным изгибом, а в XIII веке эта тенденция получает большое распространение, причём как в западной, так и восточной живописи. Отказ от натурализма изображения в восточной традиции датируется концом XIV — началом XV в. Примером такого направления служат икона из молельной Мараевых и «Распятие» из иконостаса Благовещенского собора в Московском Кремле — последнее представляет собой другой вариант иконографии. В «Распятии» Дионисия Христос лишён собственного веса, его фигура как будто отделяется от креста в парении. Благодаря немного опущенной линии плеч голова кажется не поникшей, а всего лишь склонённой в сторону Богоматери. Волнообразное движение рук написано так, словно они готовы обнять (при этом художник игнорировал все законы анатомии).

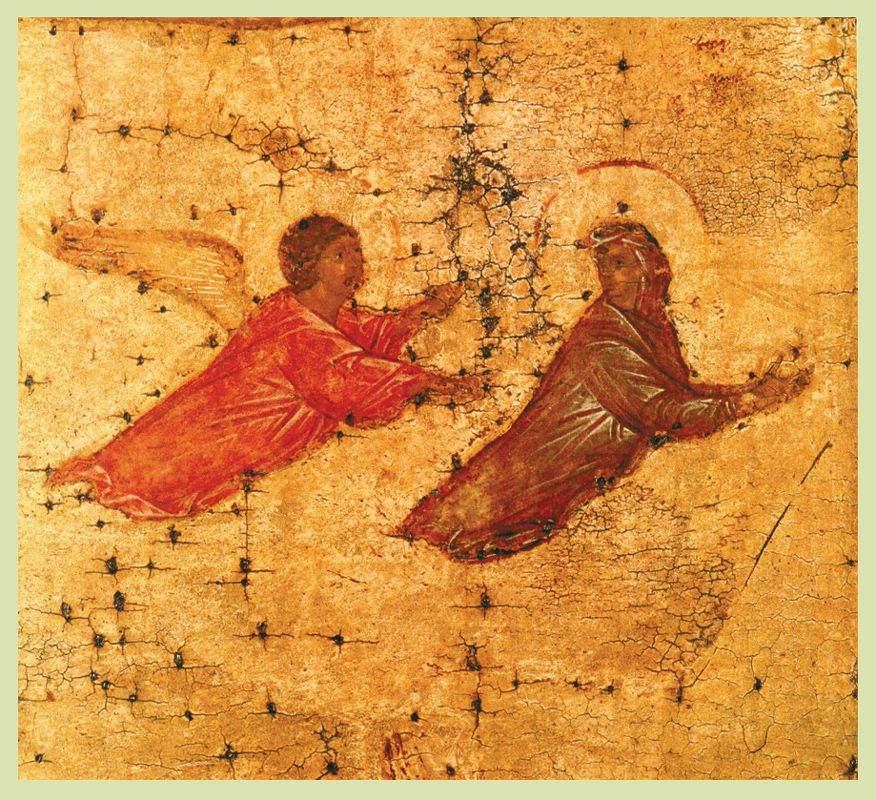
Дионисий. Распятие из Павло-Обнорского монастыря. Фрагмент. Ангел и Синагога

Впоследствии этот вариант практически не встречается в русской иконописи, где наиболее распространённым стало Распятие с четырьмя предстоящими. Один из немногих случаев обращения к типу Распятия из Павло-Обнорского монастыря — работа вологодского мастера начала XVI века (ГТГ). Напротив, в Византии и позднее в Греции именно иконография, избранная Дионисием, встречалась достаточно широко.
Не известно, самостоятельно ли ввёл иконописец в композицию аллегорические фигуры Синагоги и Экклесии. Их нет на Распятиях Мараевых и Троице-Сергиевой лавры, однако, возможно, в первом случае фигуры были убраны одновременно с расчисткой фона. Изображения Синагоги и Экклесии на Распятии известны в западноевропейской иконописи с IX—X века. Исследователи считают, что западная традиция изображения аллегорий Старой и Новой церквей восходит к текстам Отцов Церкви, и особенно выделяют в этом отношении Блаженного Августина с его учением об откровении. В православных иконах аллегорические фигуры церквей появляются с XI века, в связи, как полагают византинисты, с богослужебными песнопениями, где Христос, проливший свою кровь на кресте, становится основателем Новой церкви. Так, в Великом Покаянном каноне Андрея Критского рёбра Христа уподобляются купели и чаше, которую обретает Церковь после принятия им смерти на кресте. На византийских иконах встречаются изображения женщины у Распятия, которая собирает кровь Христа в чашу, иногда вместе с аллегориями двух церквей.
Тип иконографии Распятия, где аллегории Ветхозаветной и Новозаветной церквей сопровождают ангелы, сформировался в Византии к началу XIII века. Причём Экклесия и, иногда, Синагога изображались с чашами в руках, в некоторых версиях у Синагоги нет чаши, а руки спрятаны в складках одежды. Расположение отверстий от гвоздей и рисунок кракелюра около раны Христа показывают, что оклад из басмы располагался таким образом, чтобы не закрыть детали, в настоящее время утраченные. При рентгенографическом исследовании, проведённом специалистами ГТГ, установлено, что это, возможно, было изображение струи крови, бьющей вверх, а потом падающей в чашу, находившуюся в руках Экклесии.
Возможно, включение олицетворений Новой и Старой церквей связано с развернувшейся на рубеже веков полемикой с «жидовствующими», отрицавшими догматы, основанные на понимании божественной природы Иисуса Христа и стремившимися к восстановлению обрядов ветхозаветной церкви. В связи с этим Л. Нерсесян отмечает, что Дионисий был близко знаком с Иосифом Волоцким — одним из тех, кто противостоял «жидовствующим».

## Описание

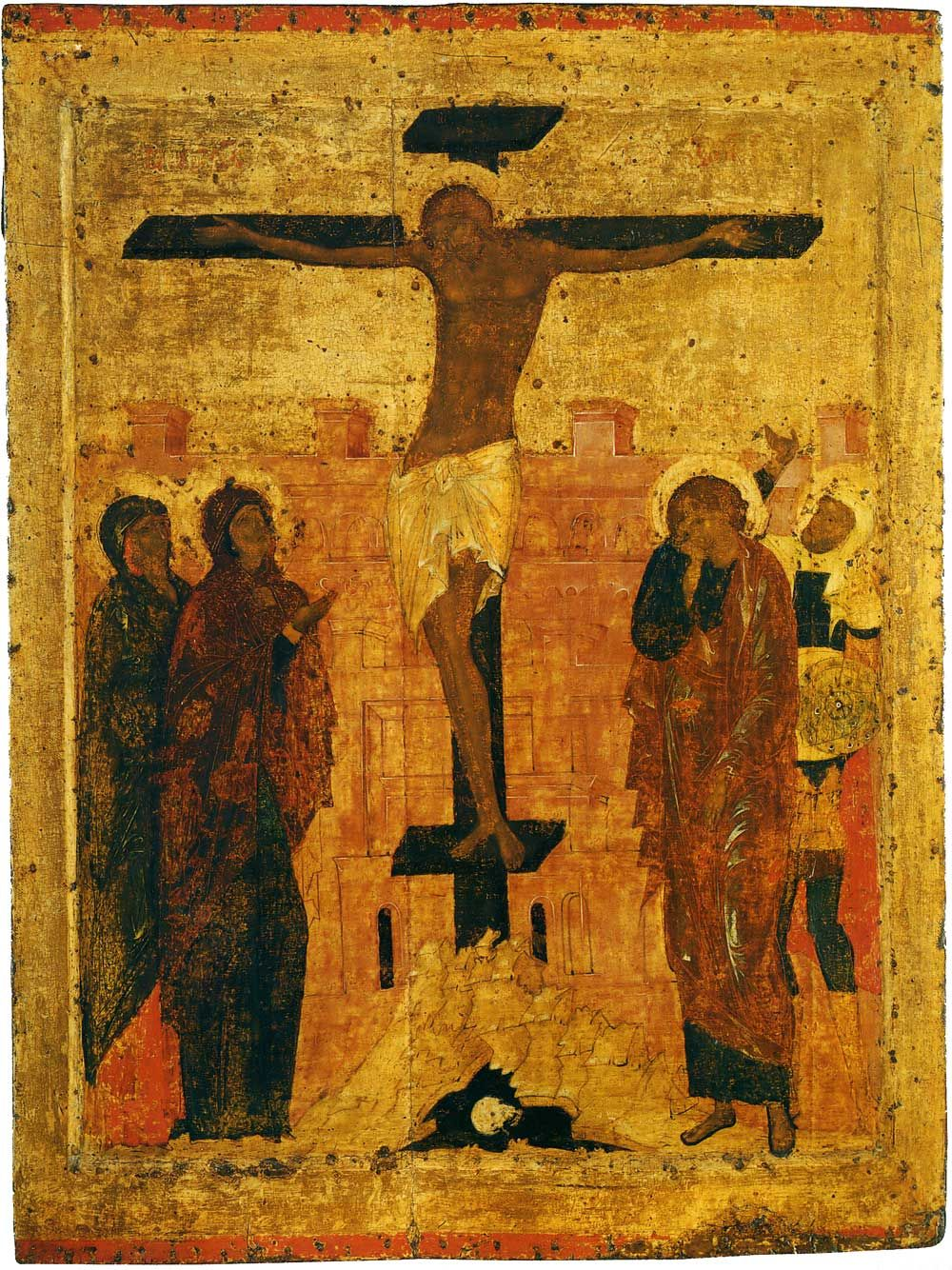
Прохор с Городца. Распятие. XV век. Благовещенский собор. Москва

Икона написана на доске вертикального формата с золотым фоном и полями, верхнее поле с красной опушью (линией контрастного цвета, обрамлявшей внешний край поля) сохранилось частично. На ней изображён чёрный семиконечный крест, воздвигнутый на Голгофе, с распятым телом Христа. Под крестом видно раскрытую пещеру с прахом Адама. На заднем плане представлены белые стены Иерусалима. У подножия креста изображены предстоящие. Слева от креста стоит Богоматерь, устремившая взор на мёртвого сына. Её поддерживают три Марии — Мария Магдалина, Клеопова и Иаковлева. Справа от распятия с прижатой к груди рукой и поникшей головой стоит апостол Иоанн. Контуры фигуры апостола ритмически согласованы с контурами группы женщин. За Иоанном, несколько откинувшись назад, стоит римский воин в доспехах (Лонгин Сотник). Его фигура, в движении, направленном против движения фигуры Иоанна, создаёт своеобразную паузу, цезуру, характерную для работ Дионисия — так, подобный приём неоднократно применяется им во фресках Ферапонтова монастыря. Лонгин изображён без нимба, так как момент, когда он уверовал во Христа, ещё не настал. Сам образ Лонгина имеет сходство с Лонгином с иконы Благовещенского собора, написанной Прохором с Городца.
Над предстоящими парят плачущие ангелы и две фигуры, символизирующие уход Старой церкви — Синагоги и приход церкви Нового завета Экклесии. За ними следуют два ангела: изгоняющий Синагогу и ведущий Экклесию к Христу.
На верхней перекладине креста красными буквами выполнена надпись: Ц[А]РЬ СЛАВЫ.
Как икона праздничного чина, «Распятие» символизирует не только ужас, страх и смерть, но и победу над ними, предчувствие грядущего Воскресения и, вместе с ним, искупления грехов человечества. Фигура распятого Христа возвышается надо всеми, его голова поникла, но на лице не заметны следы перенесённых мучений. Вытянутая по вертикали центральная фигура организует движение вверх всей композиции, знаменуя переход из земной сферы (нижнего, дольнего мира) в сферу небесную. Это вертикальное движение, ощущение парения вместо провисания на кресте, достигается также слегка увеличенной нижней частью тела и изгибом рук, подобным волне.
Лица персонажей, а также тело Христа выполнены светлой охрой, наложенной мелкими сплавленными мазками. Одежды написаны гармонично сочетающимися холодными светлыми красками — жёлтой, лиловой, коричневой и зелёной, двумя оттенками киновари. Весь живописный строй иконы с необычно высветленным колоритом утверждает скорую смену дней скорби радостью Воскресения.

## Сохранность. Обследования. Реставрации
Основа иконы — две липовые доски, скреплённые двумя врезными шпонками из хвойной древесины, поставленными позднее. Шпонки слегка сужаются, максимальная ширина их — 5 см. На фоне видны следы от гвоздей оклада, часть гвоздей в виде фрагментов осталась в основе. На нижнем и правом полях иконы утрачен грунт из левкаса, на нижнем поле также ожог от лампады. Левое поле иконы срезано почти полностью, правое — частично. По торцам доски основы скреплены железными скобами. Льняная паволока полотняного переплетения наклеена на основу единым полотном. Сохранность письма хорошая.
Авторская живопись была раскрыта от поздних наслоений и записей в Вологодском музее с 17 декабря 1927 по 11 мая 1928 года реставратором А. И. Брягиным для выставки древнерусского искусства, проходившей в 1929—1930 годах в Берлине, Кёльне, Гамбурге, Франкфурте и Лондоне. Икона была очищена от слоя олифы с грязью, удалены гвозди от оклада, сняты частичные записи одежд и плотные — личного письма. Вероятно, записи авторской живописи были сняты не полностью, так как они совпадают с ней по цвету и тону, а также из-за наблюдающихся местами утрат оригинального красочного слоя. В ходе технического исследования было выяснено, что очертания тела Христа и его нимба подвергались незначительным изменениям.
Реставраторы установили последовательность выполнения образа художником. Сначала на левкас были перенесены процарапыванием контуры подготовительного рисунка (графья), затем он обводился чёрной краской. На следующем этапе золотился фон образа, при этом сусальное золото в некоторых местах зашло за контуры изображения, и мелкие детали авторского письма, попавшие на такие участки, впоследствии были утрачены.

## Атрибуция
На зарубежной выставке 1929—1930 икона была датирована XV веком и приписывалась суздальской школе иконописи. А. И. Анисимов считал «Распятие» произведением московской школы, а её создание относил к концу XV — началу XVI века, в то же время Ю. А. Олсуфьев относил её к XV веку. Резная надпись, обнаруженная на обороте «Спаса в Силах» в 1949 году, помогла датировать все четыре оставшиеся от первоначального иконостаса собора иконы и открыла имя их автора. В 1951 году в своей диссертации И. Е. Данилова, основываясь на стилистическом анализе, подвергла сомнению атрибуцию «Распятия» Дионисию. Тем не менее, с 1949 года, именно благодаря надписи на «Спасе», авторство Дионисия среди специалистов считается доказанным. «Распятие», благодаря относительно хорошей сохранности живописного слоя, вместе с фресковым циклом Ферапонтова монастыря стало отправной точкой в исследовании творчества Дионисия и его мастерской.

## Комментарии
1. ↑  (7008 — 1500)[3].
2. ↑  Как считает искусствовед Игорь Кочетков, резчики работали по шаблонам, поэтому по палеографическим признакам провести датировку резной надписи не представляется возможным[3].
3. ↑  По каталогу ГТГ, где местом её создания названа Византия. Изначально датировалась концом XV — началом XVI века[5].
4. ↑  Например, во фресковой росписи крипты базилики в Аквилее или на мозаике собора в Монреале[6].
5. ↑  Например, на фреске в Благовещенском соборе монастыря Ватопед на Афоне[8].
6. ↑  В своей работе «Окно в минувшее» К. Корнилович идентифицирует фигуры, расположенные под центральной перекладиной (две летящие фигуры в красном и лиловом одеяниях, сопровождаемые каждая ангелом), как соответственно Солнце и Луну, которые сходят с небес. Корнилович отмечает, что изображение аллегорий светил связано с тем местом из Евангелия, где говорится, что в момент смерти Христа: «сделалась тьма по всей земле… и померкло солнце»[17]. Солнце и луна, сходящие с небес, встречаются на раннехристианских Распятиях[6].
7. ↑  А. И. Брягин был приглашён в музей по рекомендации Центральных Государственных реставрационных мастерских, работал в Вологде с 1925 по 1948 год[23].